# Angelo D. Roncallo
Angelo Dominick Roncallo (ur. 28 maja 1927 w Port Chester, zm. 4 maja 2010 w Massapequa) – amerykański polityk, członek Partii Republikańskiej.

## Działalność polityczna
W okresie od 3 stycznia 1973 do 3 stycznia 1975 przez jedną kadencję był przedstawicielem 3. okręgu wyborczego w stanie Nowy Jork w Izbie Reprezentantów Stanów Zjednoczonych.